# Institut de Sauvegarde du Patrimoine National

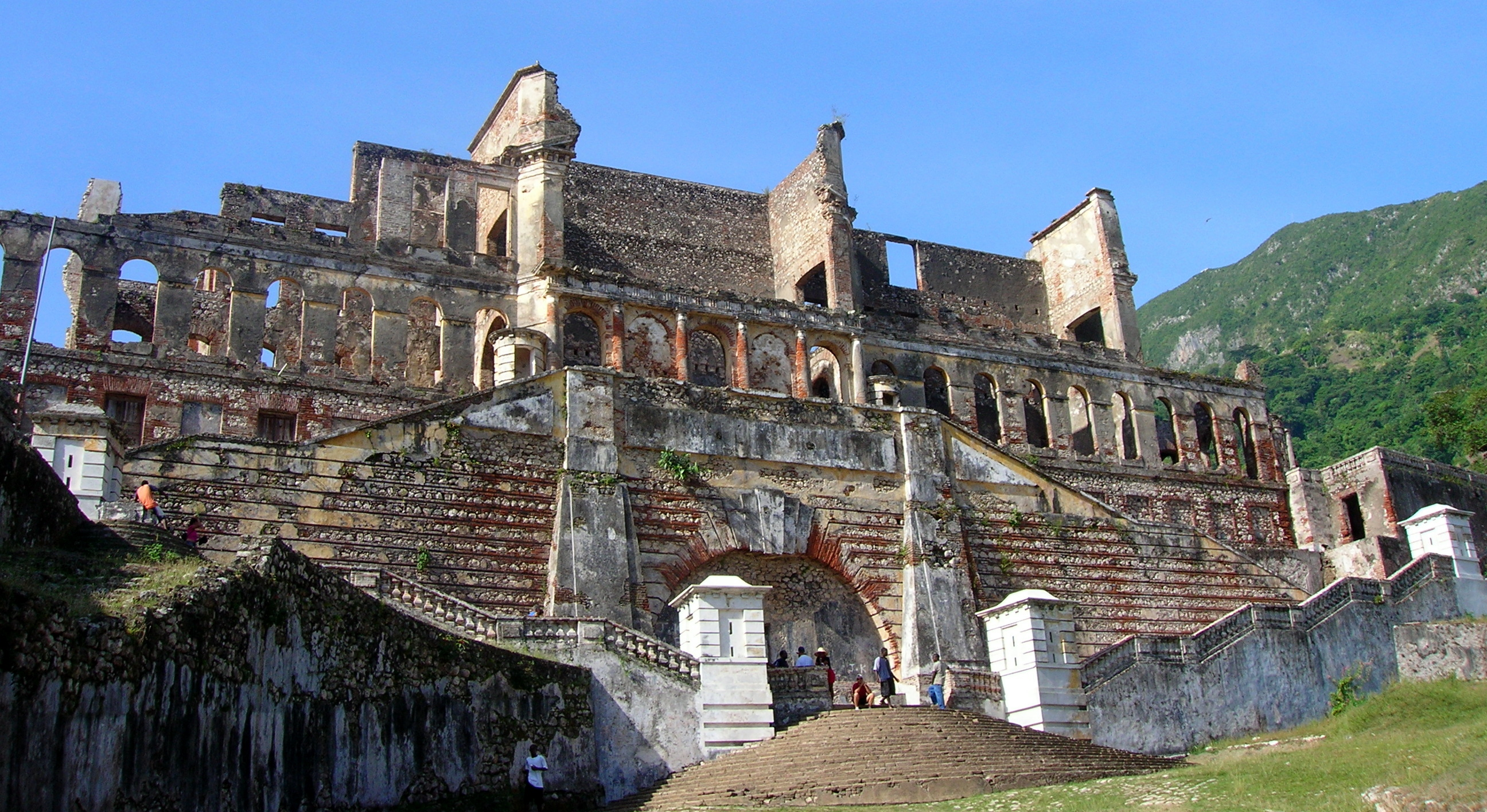
Institut de Sauvegarde du Patrimoine National, Milot, Haití.

El Institut de Sauvegarde du Patrimoine National (ISPAN) (en español: Instituto de Salvaguardia de Patrimonio Nacional) es un instituto haitiano dedicado a la protección del patrimonio nacional del país, fue fundado en 1979 y desde entonces ha sido activo. 

## Historia
La creación del ISPAN fue iniciada por el arquitecto Albert Mangonès y consolida el antiguo Service de Conservation des Monuments et Sites Historiques (en español: Servicio de Conservación de Monumentos y Sitios Históricos) fundado en 1972 por el mismo. El instituto fue oficialmente creado por un decreto gubernamental del 28 de marzo de 1979.

## Obras
Además de las restauraciones extensas en el Citadelle Henry, el Palacio de Sans Souci, la Catedral de Cap-Haïtien, Fort Jacques de Fermathe y el Palacio Nacional en Puerto Príncipe, el ISPAN emprendió investigaciones y estudios numerosos que han resultado en una lista con más de mil propiedades de valor cultural localizadas por todas partes de Haití. En 1994, el ISPAN pudo clasificar oficialmente treinta y tres monumentos históricos y el centro histórico de Cap-Haïtien bajo la clasificación de Patrimonio Nacional. Esto era un paso importante  hacia una administración activa y eficaz por el estado.

### Terremoto de 2010
En el terremoto del 12 de enero de 2010, muchos monumentos y edificios históricos sufrieron daños o destrucción. El más famoso de estos es el Palacio Nacional, el cual será renovado cuándo posible. Muchas iglesias han sido en parte destruidas, y no serán renovados debido al extensión de la destrucción o debido a la carencia de fondos. El Marché en Fer ya estaba en su mayoría destruido por un fuego en 2008, y el terremoto daño aún más la estructura histórica. Aun así, este mercado será completamente renovado en un proyecto en privado financiado. A pesar de que el gobierno tiene prioridades diferentes después del terremoto, el ISPAN esta todavía activamente protegiendo el patrimonio haitiano.